# Campo de' Fiori

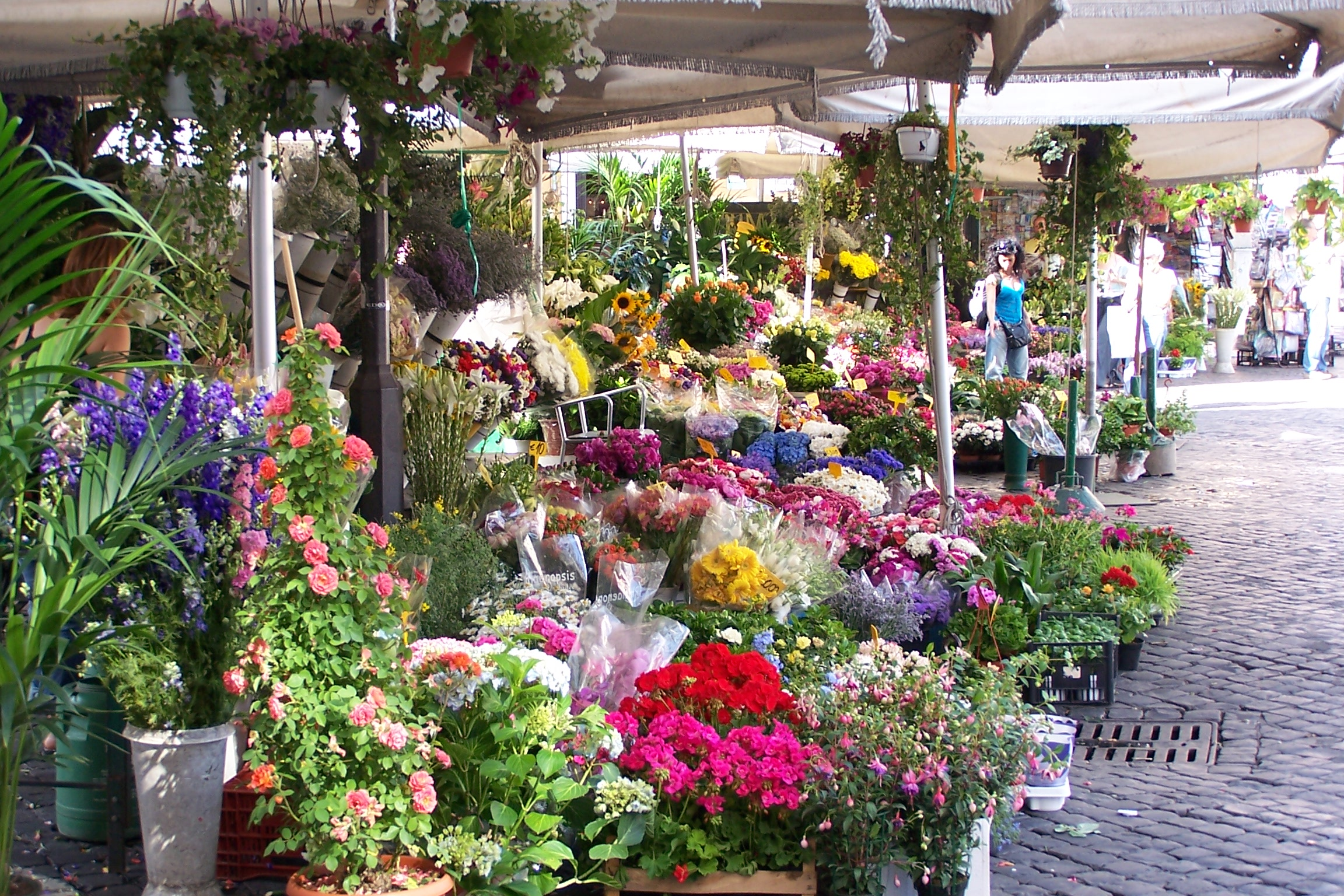
Parades de venda de flors al mercat de la plaça.

La Piazza Campo de' Fiori és una plaça oberta en el centre de Roma, situada entre la Palau Farnese i el carrer Corso Vittorio Emanuele II. Aquesta plaça pren el seu nom del paisatge de prat florit que caracteritzava el lloc fins al segle xv, quan es convertí en un mercat. Durant el matí, a l'interior de la plaça, se situa un mercat on es venen flors, carn i peix.
El Campo de' Fiori va ser durant l'edat mitjana una plaça oberta sense gran importància, però durant el segle xv es van moure les activitats comercials, entre d'altres, de la zona del Capitoli cap a aquesta àrea. El Campo de' Fiori es va convertir així, ràpidament en un mercat de la ciutat de Roma. En els barris del voltant s'establiren una gran nombre de fondes i hotels. Destaca l'establiment La Locanda della Vacca de Vannozza Cattanei, la mare dels quatre fills del Papa Alexandre VI.
El Campo de' Fiori no era només un mercat. Aquest espai s'utilitzava ocasionalment per efectuar les execucions, encara que el lloc més comú d'execució es troba junt al Ponte Sant'Angelo.
En Giordano Bruno, filòsof i frare dominicà, fou cremat com a heretge en aquesta plaça, el 17 de febrer de 1600. El 1889 es va erigir, després de nombrosos debats, una estàtua en el seu honor, al centre de la plaça. Fou un treball de l'escultor Ettore Ferrari. L'inici d'aquesta commemoració fou una iniciativa els estudiants de la Universitat de Roma.